# Wettstreit im Schloß
Wettstreit im Schloß (Originaltitel: Nesmrtelná teta) ist ein tschechischer Märchenfilm von Zdeněk Zelenka aus dem Jahr 1993. In der Tschechischen Republik kam der Film am 25. November 1993 in die Kinos. In Deutschland wurde er am 2. März 1997 durch Erstausstrahlung im Kinderkanal veröffentlicht. Als Drehort diente die böhmische Kleinstadt Kouřim.

## Handlung
Der Bauernsohn Matthäi (Matěj) lebt primitiv, aber glücklich und ist von geringem Verstand. Durch eine Wette von Herrn Verstand und Frau Glück, wer von beiden wichtiger sei, tauscht Matthäi seinen Verstand mit dem weisen König des Landes, der fortan dumm ist und dadurch sein Land und sein Volk ins Unglück stürzt. Der nun schlaue Matthäi muss jetzt alles versuchen, um das Land vor weiterem Schaden zu bewahren, was ihm letztlich gelingt.

## Kritik
„Kinderfilm aus der Endphase der großen tschechischen Märchenfilm-Ära.“